# Liste des autoroutes de la Belgique

Les autoroutes en Belgique

Le réseau autoroutier belge est très développé et bénéficie de la deuxième plus forte densité en Europe, la Belgique n'étant devancée que de peu par les Pays-Bas. Sa longueur totale est de 1 763 kilomètres.
Éclairé sur sa quasi-totalité jusqu'au 15 juillet 2011, il fut réputé pendant longtemps pour être l'un des réseaux autoroutier le plus éclairé au monde et vu à l'étranger comme une absurdité incompréhensible, ce qui contribue de ce fait au phénomène de pollution lumineuse visible depuis les satellites dans l'espace, montrant la Belgique comme ayant le pays le plus pollué lumineusement au monde sur presque toute sa superficie sur les cartes de la pollution lumineuse.
Depuis les années 2010 et 2020, l'éclairage est progressivement supprimé sur la plupart des axes, mais reste maintenu sur certaines sections urbaines, périurbaines au niveau des agglomérations et des échangeurs où il est progressivement modernisé, en remplaçant les vieux luminaires obsolètes par des nouveaux équipés de diode électroluminescente (DEL), moins énergivores et dotés de systèmes intelligents comme l'abaissement de l'intensité lumineuse à certaines heures de la nuit pour réduire encore plus la consommation électrique. 
L’accès au réseau est totalement gratuit, bien que les trois régions aient projeté de rendre le réseau payant à partir de l’année 2013, par un système de vignette, mais ce projet a été abandonné en juillet 2013. Le terre-plein central (appelé en Belgique « berme centrale ») y est souvent plus boisé que dans les autres pays européens. La vitesse y est limitée à 120 km/h.
La première autoroute du pays fut achevée en 1956 et reliait Bruxelles à Ostende, même si les premières sections de cette autoroute datent de 1940.
95 % des autoroutes belges sont mentionnées sur les panneaux routiers grâce aux numéros européens, comme l'autoroute E40.
Ce réseau d'autoroutes participent aux réseaux autoroutiers européens.
Le réseau belge est formé de radiales partant en étoile des 3 plus grandes agglomérations du pays : Bruxelles, Anvers et Liège, augmenté de liaisons complémentaires.
La gestion des infrastructures routières et autoroutières est une compétence qui incombe aux régions. Ainsi, les autoroutes sont gérées au sud par la Région wallonne et au nord par la Région flamande.
En ce qui concerne la sécurité routière, en Belgique, 
- 60% des voyageurs tués sur autoroute ne portaient pas leur ceinture;
- 38% des accidents sont concernés par la vitesse;
- environ un accident sur 3 (soit 30%) se trouve proche d’une bretelle d'accès, et 5% des accidents se trouvent dans un échangeur;
- 19% des conducteurs étaient à l'arrêt au moment de l'accident;
- 13% des accidents surviennent dans une zone de travaux[5].

## De A1 à A12 (autoroutes radiales)

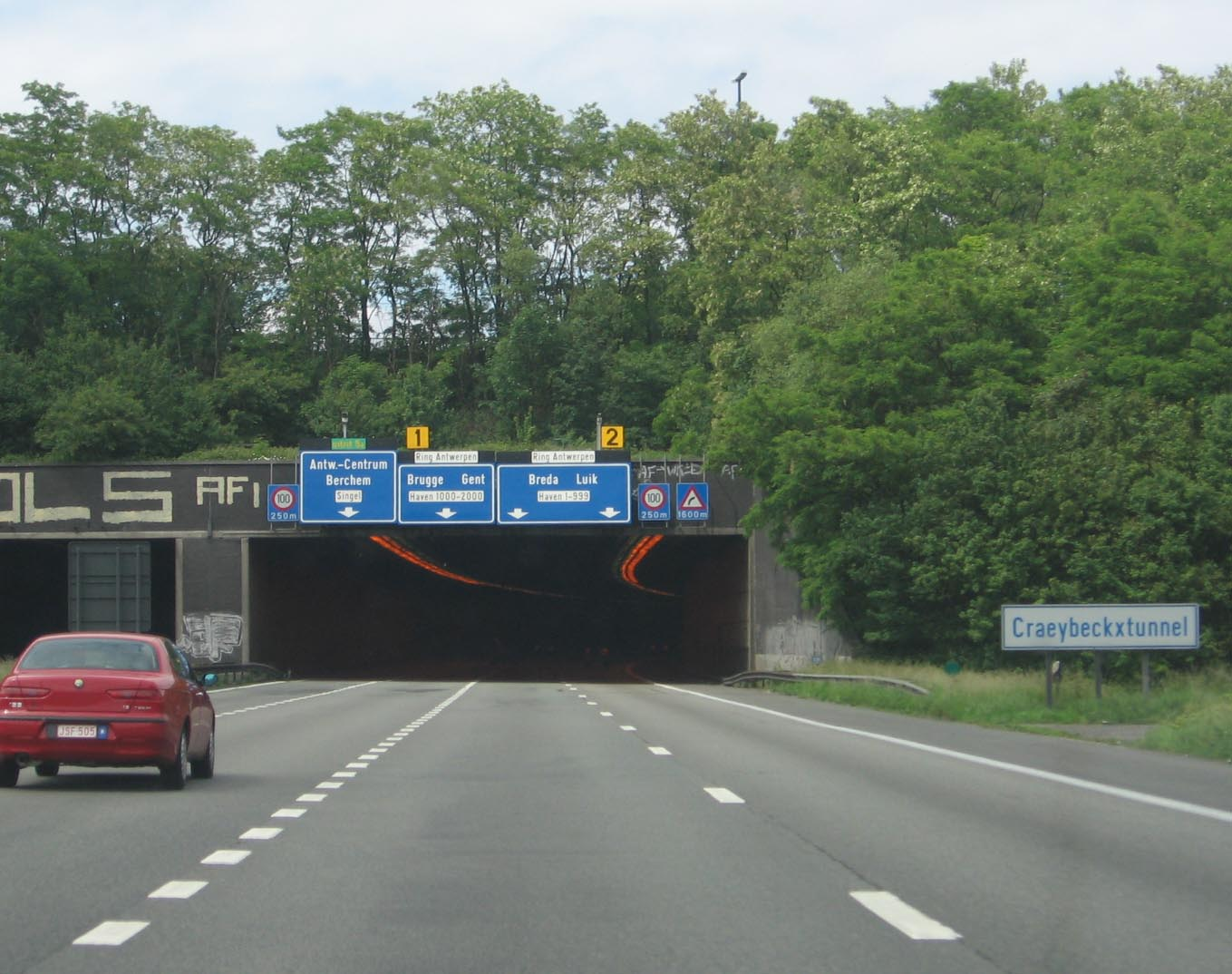
au début du Craeybeckxtunnel à Anvers

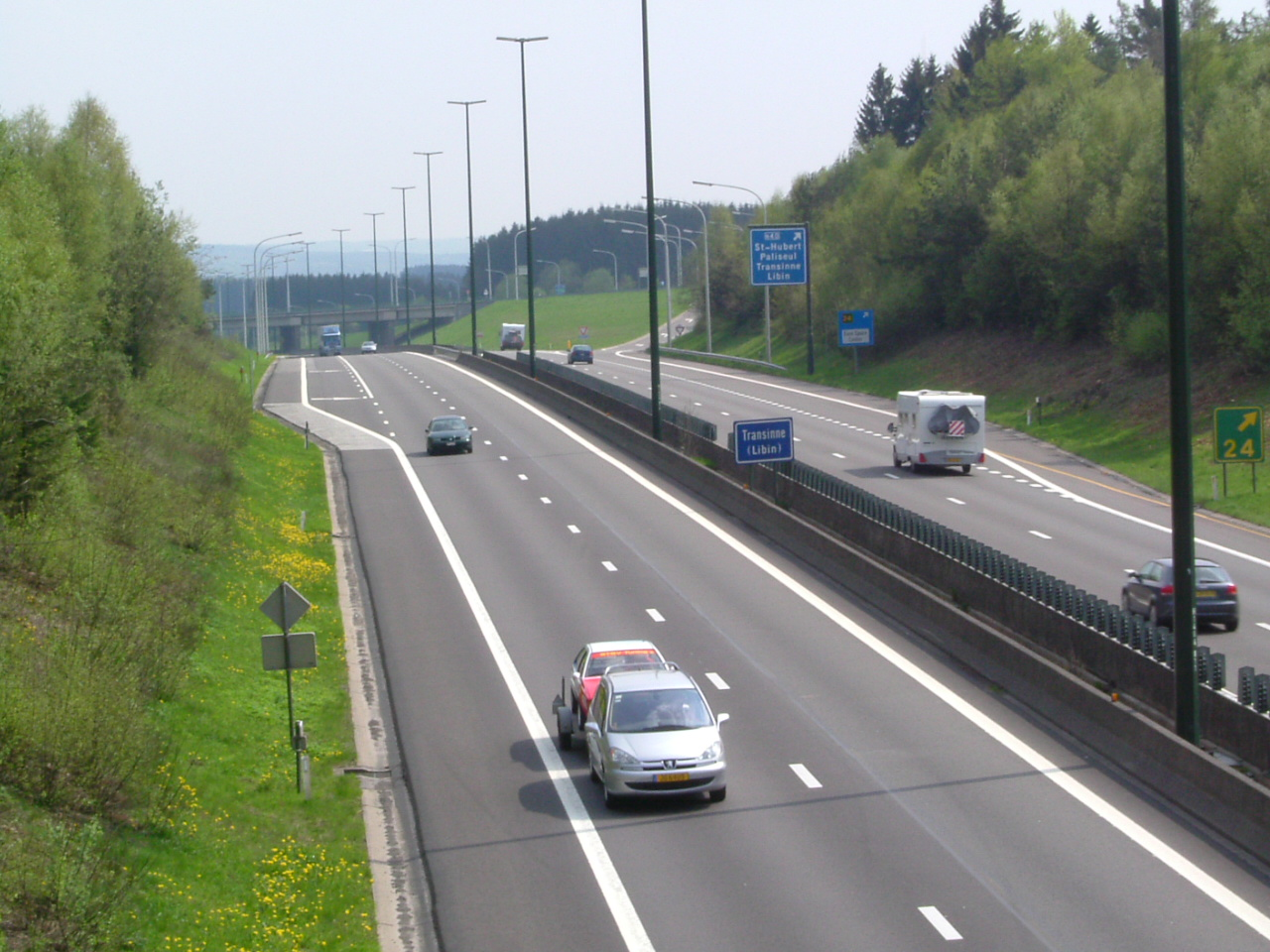
à hauteur de Transinne.

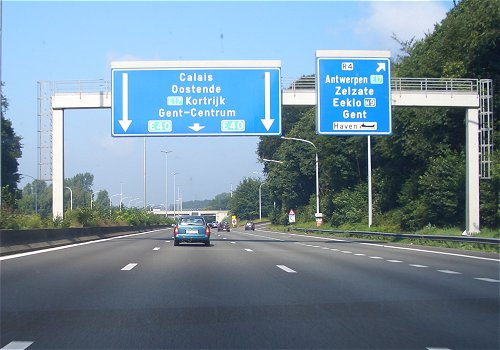
au niveau de Gand

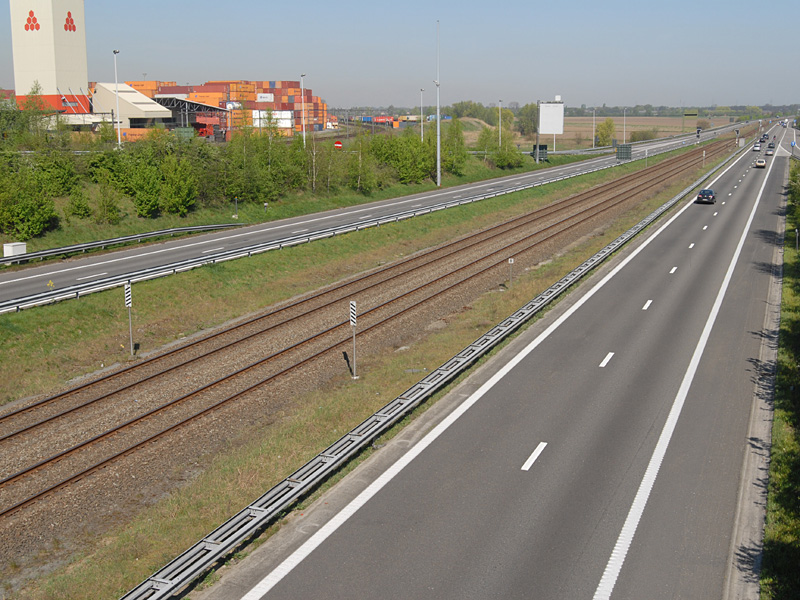
le long du port d'Anvers

Cette partie de liste concerne les autoroutes qui partent du ring de Bruxelles pour se rendre dans d'autres villes et ceci dans un sens horaire:  vers le nord,  vers le nord-est,  vers l'est, etc. sans compter les autoroutes A5, A6 et A9 qui n'ont jamais été construites. Le projet initial de l'autoroute  n'a jamais été réalisé et la nomenclature a été réattribuée à un autre projet en 1984.

### A1(E19)
- Cette autoroute relie les villes de Bruxelles, Malines et Anvers pour finir à la frontière des Pays-Bas en direction de Bréda
- Celle-ci est longue de 68 kilomètres
- Celle-ci se situe uniquement en Région flamande

### A2(E314)
- Cette autoroute relie les villes de Louvain, Diest, Genk et Maasmechelen pour finir à la frontière des Pays-Bas en direction de Maastricht
- Celle-ci est longue de 86 kilomètres
- Celle-ci se situe uniquement en Région flamande

### A3(E40)Autoroute Roi Baudouin, La Hesbignonne

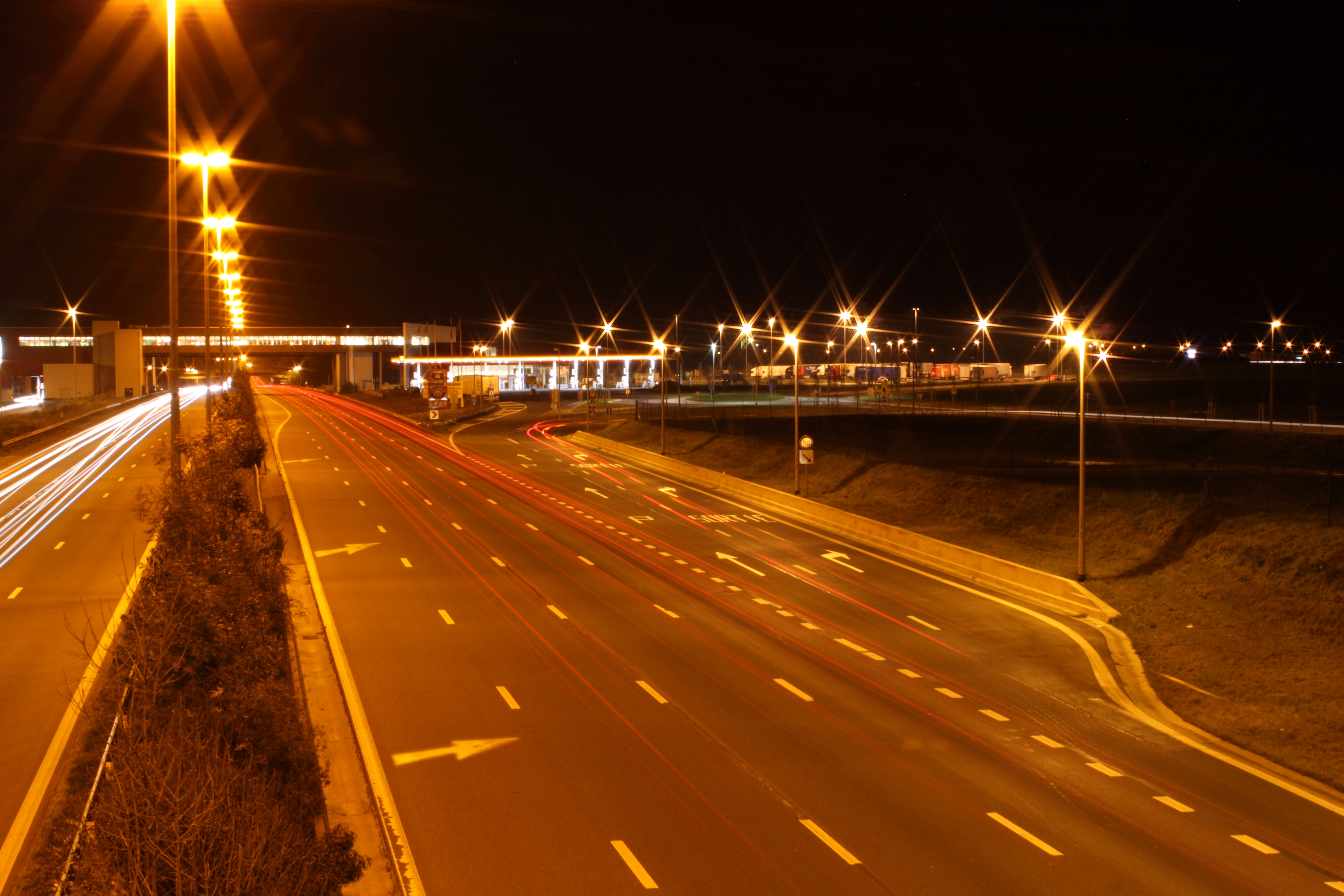
au niveau de Tignée, la nuit.

- Cette autoroute relie les villes de Bruxelles, Louvain, Liège et Eupen pour finir à la frontière allemande en direction d'Aix-la-Chapelle et de Cologne
- Celle-ci est longue de 134 kilomètres
- Celle-ci se situe à la fois en Région bruxelloise, en Région flamande et en Région wallonne

### A4(E411/E25)Autoroute des Ardennes,Autoroute du Soleil
- Cette autoroute relie les villes de Bruxelles, Wavre, Namur, Neufchâteau et Arlon pour finir à la frontière luxembourgeoise en direction de Luxembourg
- Celle-ci est longue de 188 kilomètres
- Celle-ci se situe à la fois en Région bruxelloise, en Région flamande et en Région wallonne

### A7(E19/E42)
- Cette autoroute relie les villes de Braine-le-Château, Nivelles et Mons pour finir à la frontière française en direction de Valenciennes
- Celle-ci est longue de 78 kilomètres
- Celle-ci se situe à la fois en Région bruxelloise, en Région flamande et Région wallonne

### A8(E429/E42)La Hennuyère
- Cette autoroute relie les villes de Hal, Ath et Tournai pour finir à la frontière française en direction de Lille
- Celle-ci est longue de 70 kilomètres
- Celle-ci se situe à la fois en Région flamande et en Région wallonne

### A10(E40)Autoroute de la mer
- Cette autoroute relie les villes de Bruxelles, Alost, Gand et Bruges pour finir à Ostende
- Celle-ci est longue de 104 kilomètres
- Celle-ci se situe à la fois en Région bruxelloise et en Région flamande

### A12
- Cette autoroute relie les villes de Bruxelles, Boom et Anvers pour finir à la frontière des Pays-Bas en direction de Berg-op-Zoom
- Celle-ci est longue de 59 kilomètres
- Celle-ci se situe à la fois en Région bruxelloise et en Région flamande

## De A11 à A54 (autoroutes secondaires)

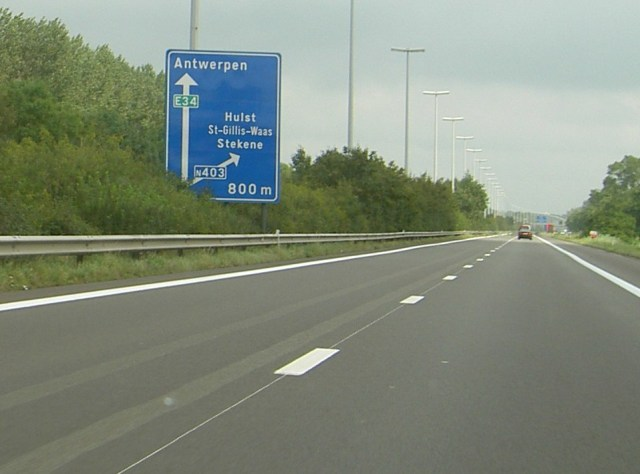
au niveau de Hulst

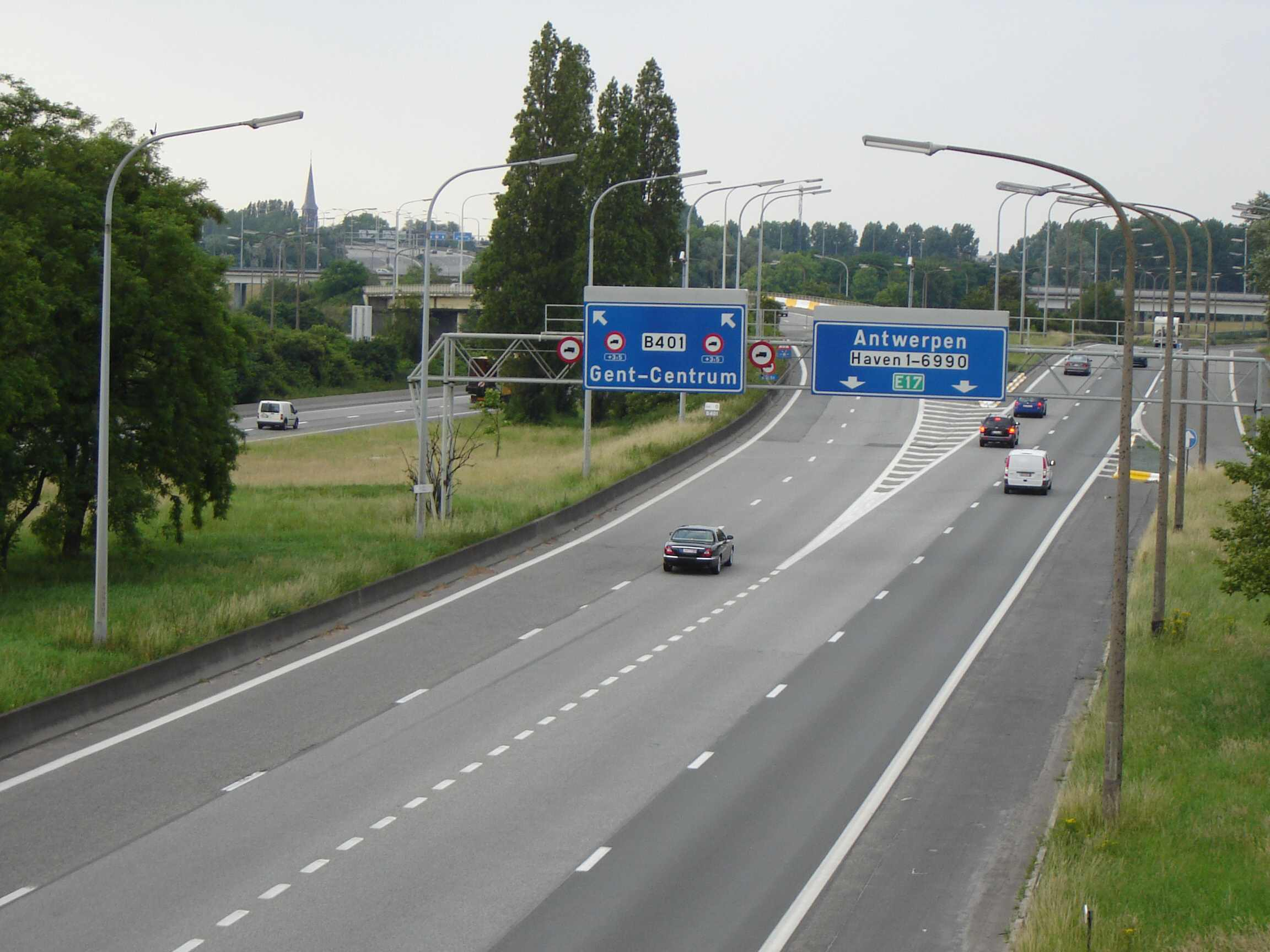
au niveau de Gand

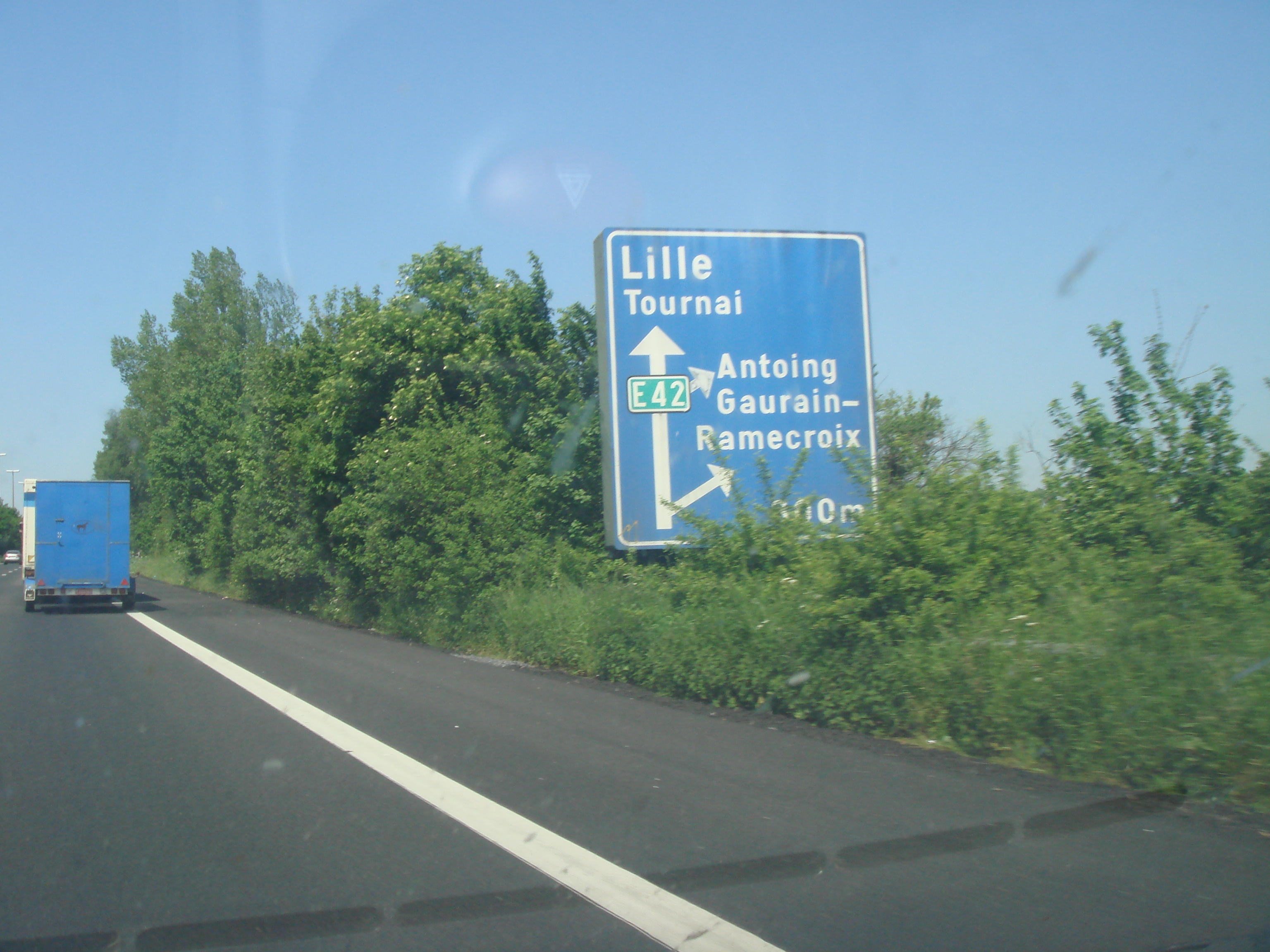
au niveau d'Antoing

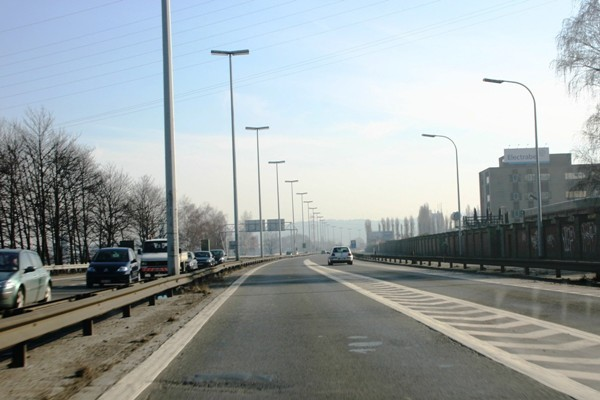
au niveau de Bressoux

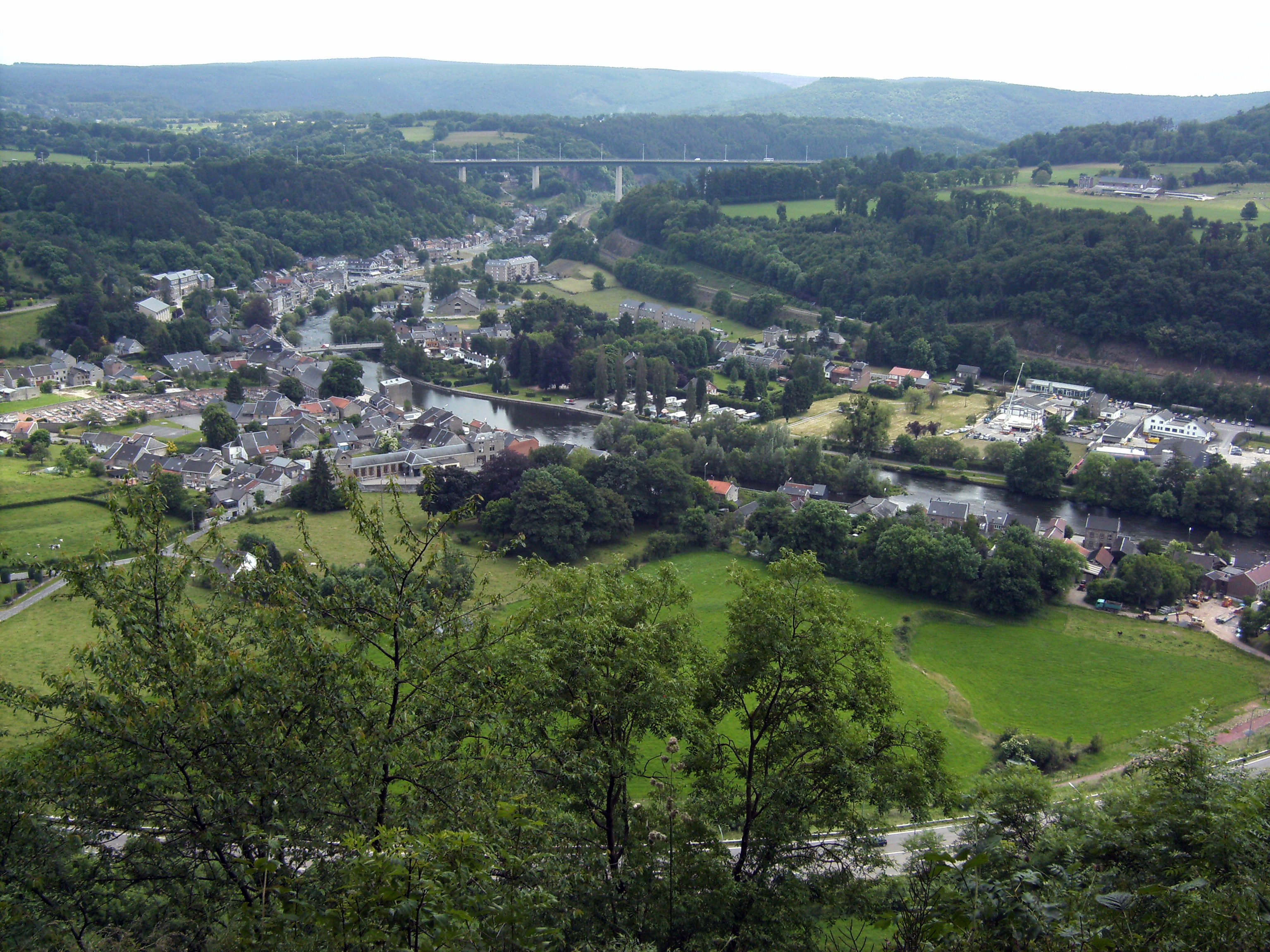
enjambant la vallée de Remouchamps

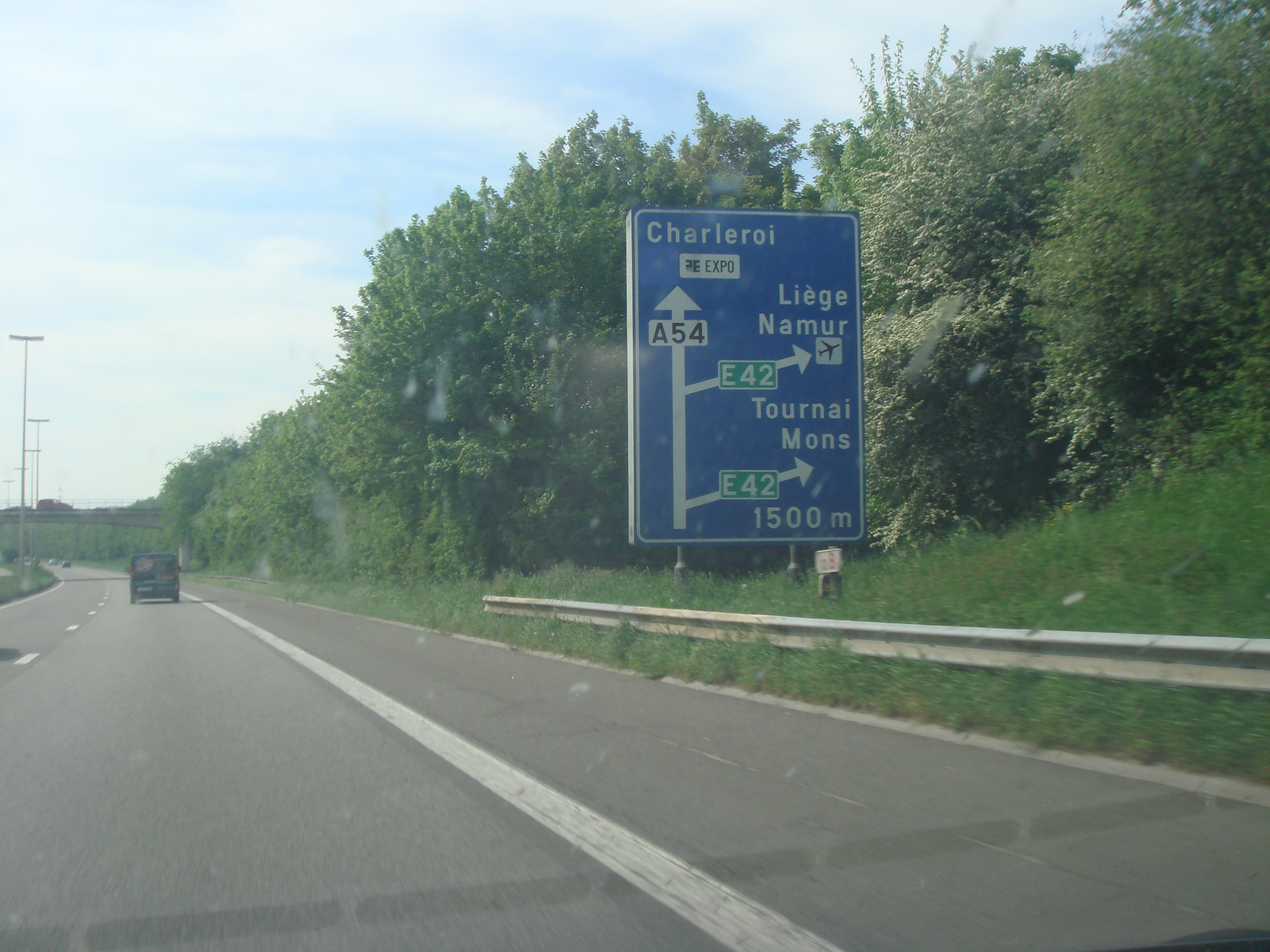
au niveau de

Cette partie de liste concerne les autoroutes qui servent de liaisons soit entre deux villes importantes (par exemple  ), soit entre deux autoroutes (par exemple  ).

### A11(E34)
- Cette autoroute relie les villes de Anvers à Zelzate sur la section est, prolongée par la  vers Knokke-Heist. La section ouest relie les villes de Bruges à Westkapelle
- Celle-ci est longue de 43 kilomètres (section est) et de 12 kilomètres (section ouest)
- Celle-ci se situe uniquement en Région flamande

### A13(E313)
- Cette autoroute relie les villes de Anvers et Hasselt pour finir à Liège
- Celle-ci est longue de 112 kilomètres
- Celle-ci se situe à la fois en Région flamande et en Région wallonne

### A14(E17)
- Cette autoroute relie les villes de Anvers, Saint-Nicolas, Gand et Courtrai pour finir à la frontière française en direction de Lille
- Celle-ci est longue de 101 kilomètres
- Celle-ci se situe uniquement en Région flamande

### A15(E42)Autoroute de Wallonie
- Cette autoroute relie les villes de La Louvière, Charleroi et Namur pour finir à Liège
- Celle-ci fait partie de l'autoroute de Wallonie
- Celle-ci est longue de 103 kilomètres
- Celle-ci se situe uniquement en Région wallonne

### A16(E42)Autoroute de Wallonie
- Cette autoroute relie la ville de Mons à Tournai
- Celle-ci fait partie de l'autoroute de Wallonie
- Celle-ci est longue de 32 kilomètres
- Celle-ci se situe uniquement en Région wallonne

### A17(E403)
- Cette autoroute relie les villes de Bruges et Courtrai pour finir à Tournai
- Celle-ci est longue de 62 kilomètres
- Celle-ci se situe à la fois en Région flamande et en Région wallonne

### A18(E40)
- Cette autoroute relie les villes de Bruges, Furnes et La Panne pour finir à la frontière française en direction de Dunkerque
- Celle-ci est longue de 44 kilomètres
- Celle-ci se situe uniquement en Région flamande

### A19
- Cette autoroute relie la ville de Courtrai à Ypres
- Celle-ci est longue de 25 kilomètres
- Celle-ci se situe uniquement en Région flamande

### A21(E34)
- Cette autoroute relie les villes de Anvers et Turnhout pour finir à la frontière des Pays-Bas en direction d'Eindhoven
- Celle-ci est longue de 45 kilomètres
- Celle-ci se situe uniquement en Région flamande

### A25(E25)
- Cette autoroute relie les villes de Liège et Visé pour finir à la frontière des Pays-Bas en direction de Maastricht
- Celle-ci est longue de 22 kilomètres
- Celle-ci se situe à la fois en Région wallonne et en Région flamande

### A26(E25)Autoroute du Soleil
- Cette autoroute relie les villes de Liège et Bastogne pour finir à l'échangeur de Neufchâteau en direction de la
- Celle-ci est longue de 102 kilomètres
- Celle-ci se situe uniquement en Région wallonne
- C'est l'autoroute belge la plus élevée, atteignant à peu près 650 m d'altitude au droit de la Baraque de Fraiture (652 m)

### A27(E42)
- Cette autoroute relie les villes de Battice, Verviers, Malmedy et Saint-Vith pour finir à la frontière allemande en direction de Trèves
- Celle-ci est longue de 60 kilomètres
- Celle-ci se situe uniquement en Région wallonne

### A28(E411)

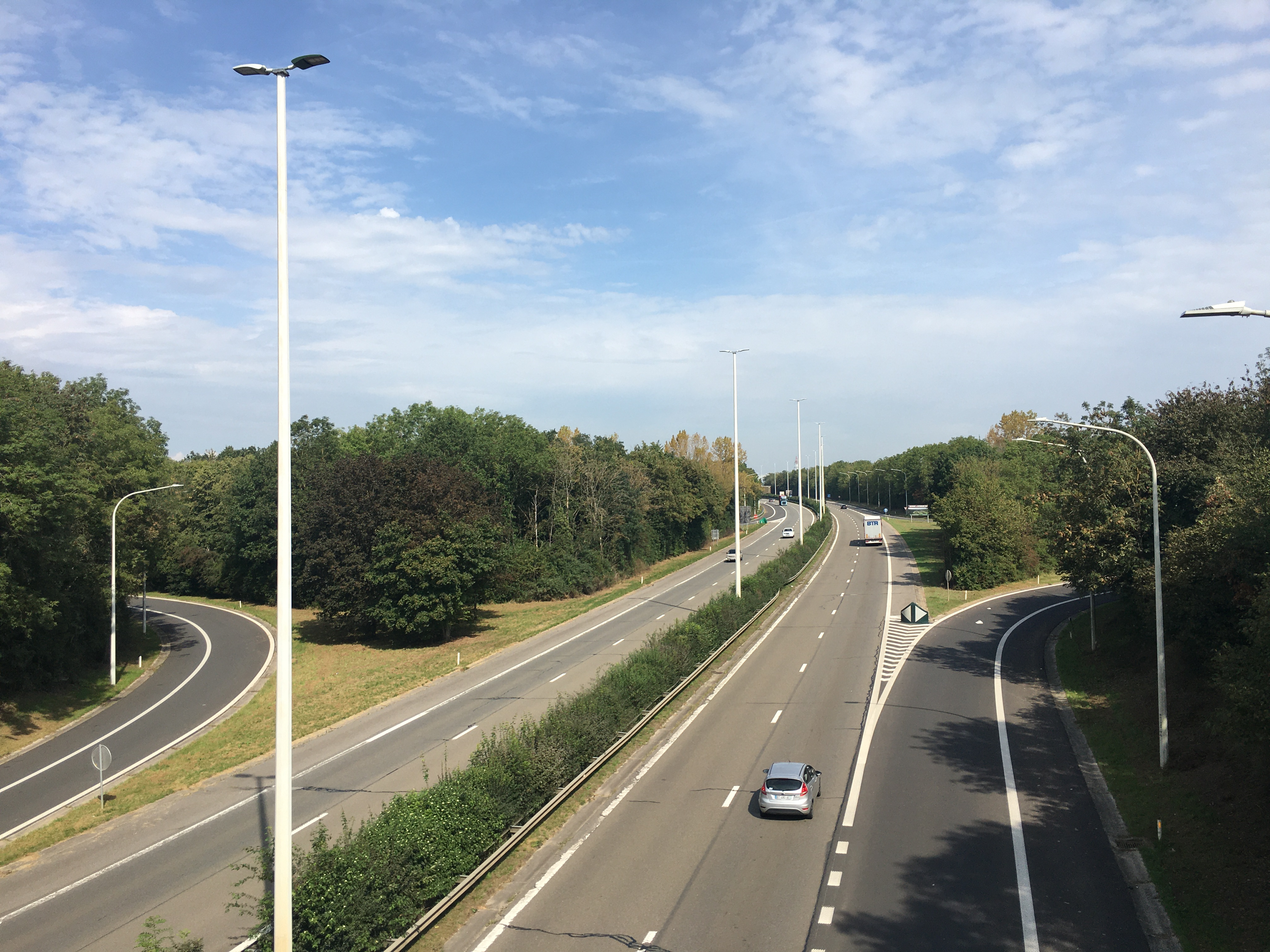
L' inachevée, à l'extrême sud de la province de Luxembourg.

- Cette autoroute inachevée fait partie du tronçon de la E411 et doit initialement relier l'A4 près d'Arlon, à frontière française en direction de Metz.
- Seulss 4 kilomètres sont actuellement construits autour des villes d’Aubange et Athus.
- Celle-ci se situe uniquement en Région wallonne

### A54(E420)La Carolorégienne
- Cette autoroute relie la ville de Nivelles à Charleroi
- Celle-ci est longue de 21 kilomètres
- Celle-ci se situe uniquement en Région wallonne

## De A112 à A604 (autoroutes locales)

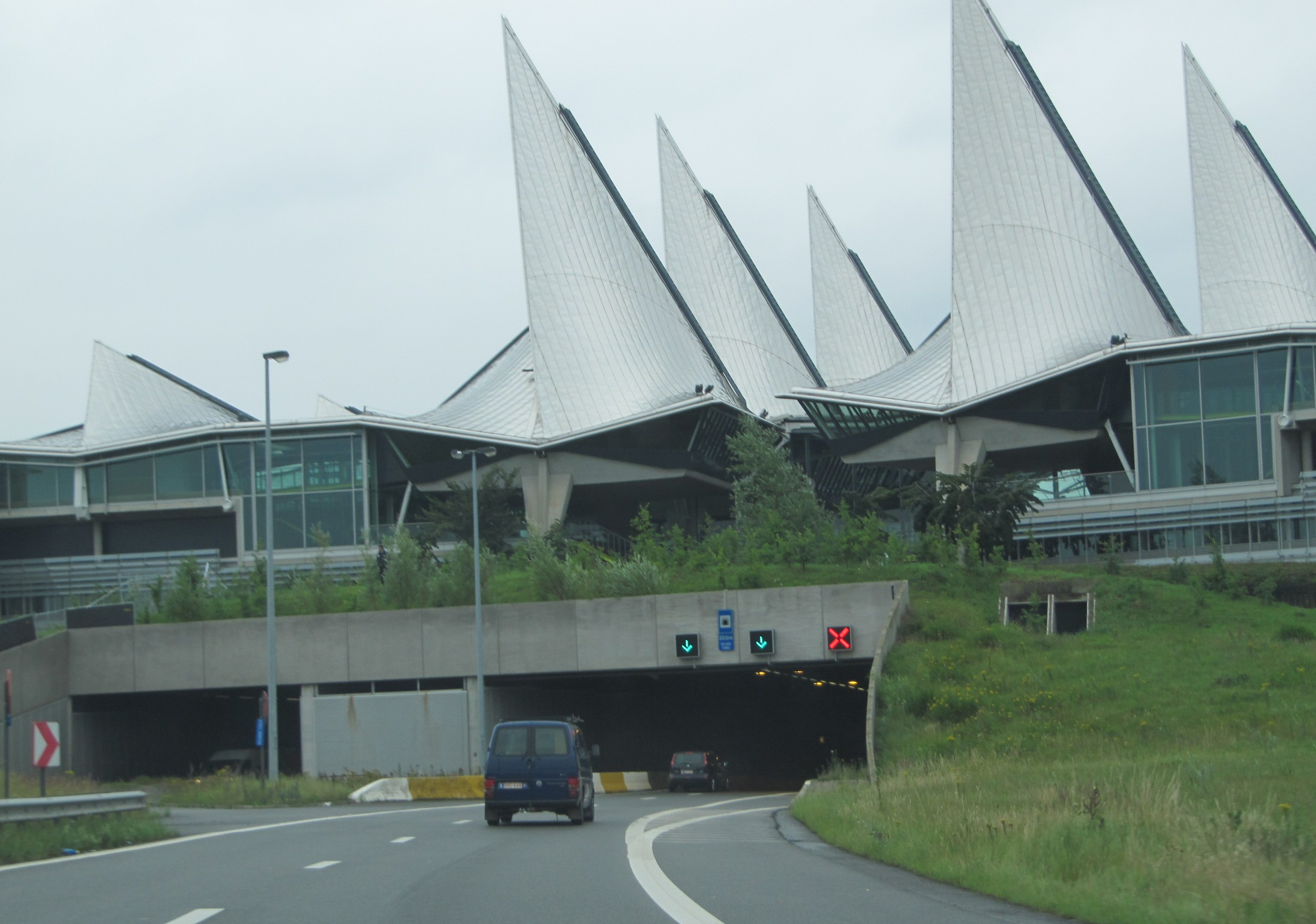
avant le tunnel Bolivar à Anvers

À l'instar des 3e et 4e réseaux de routes nationales, la numérotation des autoroutes locales permet d'identifier la province où elles sont localisées. En effet, le premier chiffre correspond à un indicatif provincial (de 1 à 9, selon les neuf anciennes provinces et dans l'ordre alphabétique en français) :
- 1 : Province d'Anvers
- 2 : Province de Brabant
- 3 : Province de Flandre-Occidentale
- 4 : Province de Flandre-Orientale
- 5 : Province de Hainaut
- 6 : Province de Liège
- 7 : Province de Limbourg
- 8 : Province de Luxembourg
- 9 : Province de Namur

### A112
- Cette autoroute relie la ville de Wilrijk à l'autoroute A12
- Celle-ci est longue de 2,7 kilomètres
- Celle-ci se situe uniquement en Région flamande

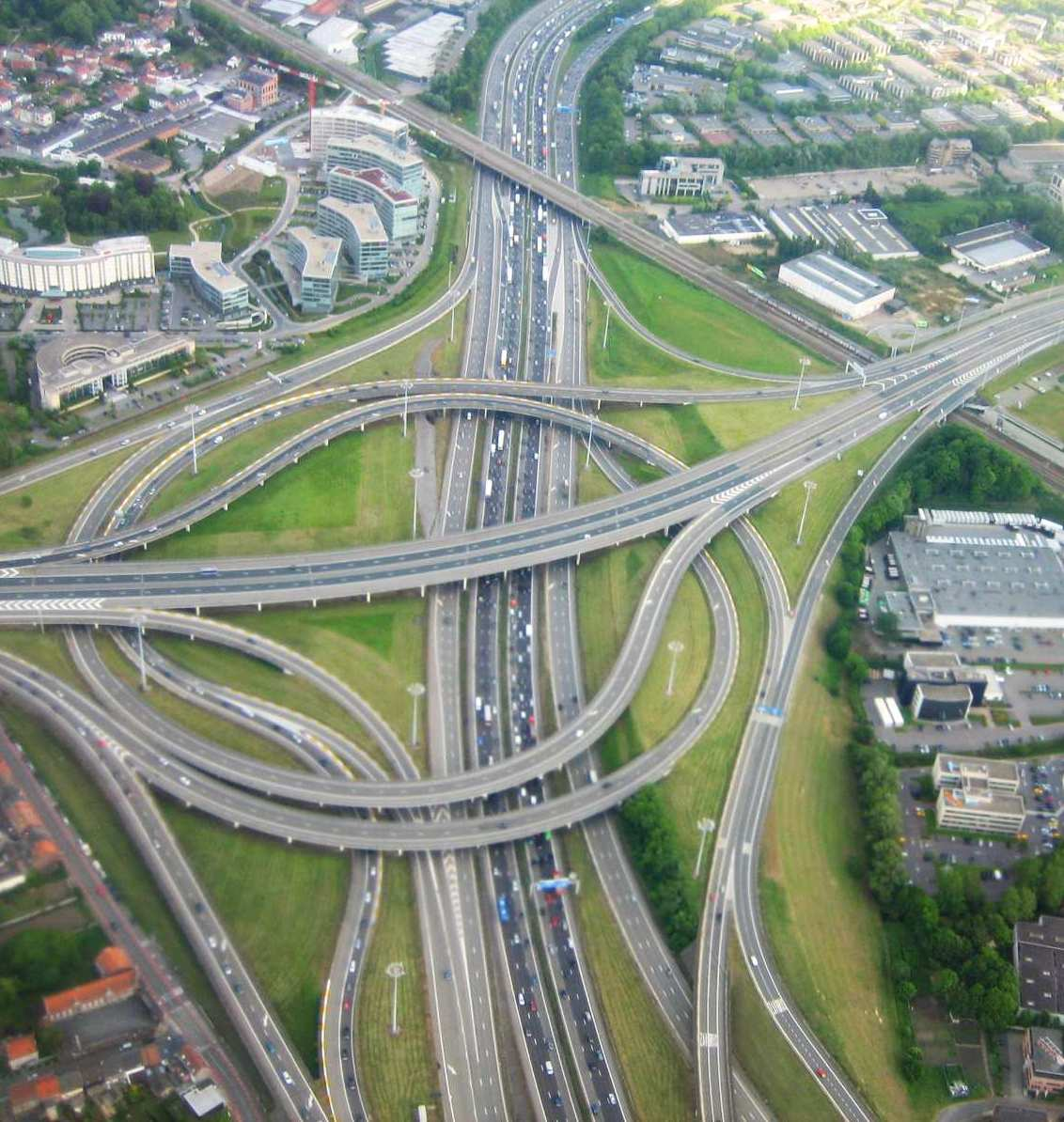
Échangeur de Zaventem entre et, qui sera réduit à un échangeur plus compact (single point urbain interchange)

### A201
- Depuis 2022 l'A201 n'est plus une autoroute mais une route pour automobiles

### A501
- Cette autoroute relie l'autoroute de Mons (A7) au pôle industriel de La Louvière
- Celle-ci est longue de 6 kilomètres
- Celle-ci se situe uniquement en Région wallonne

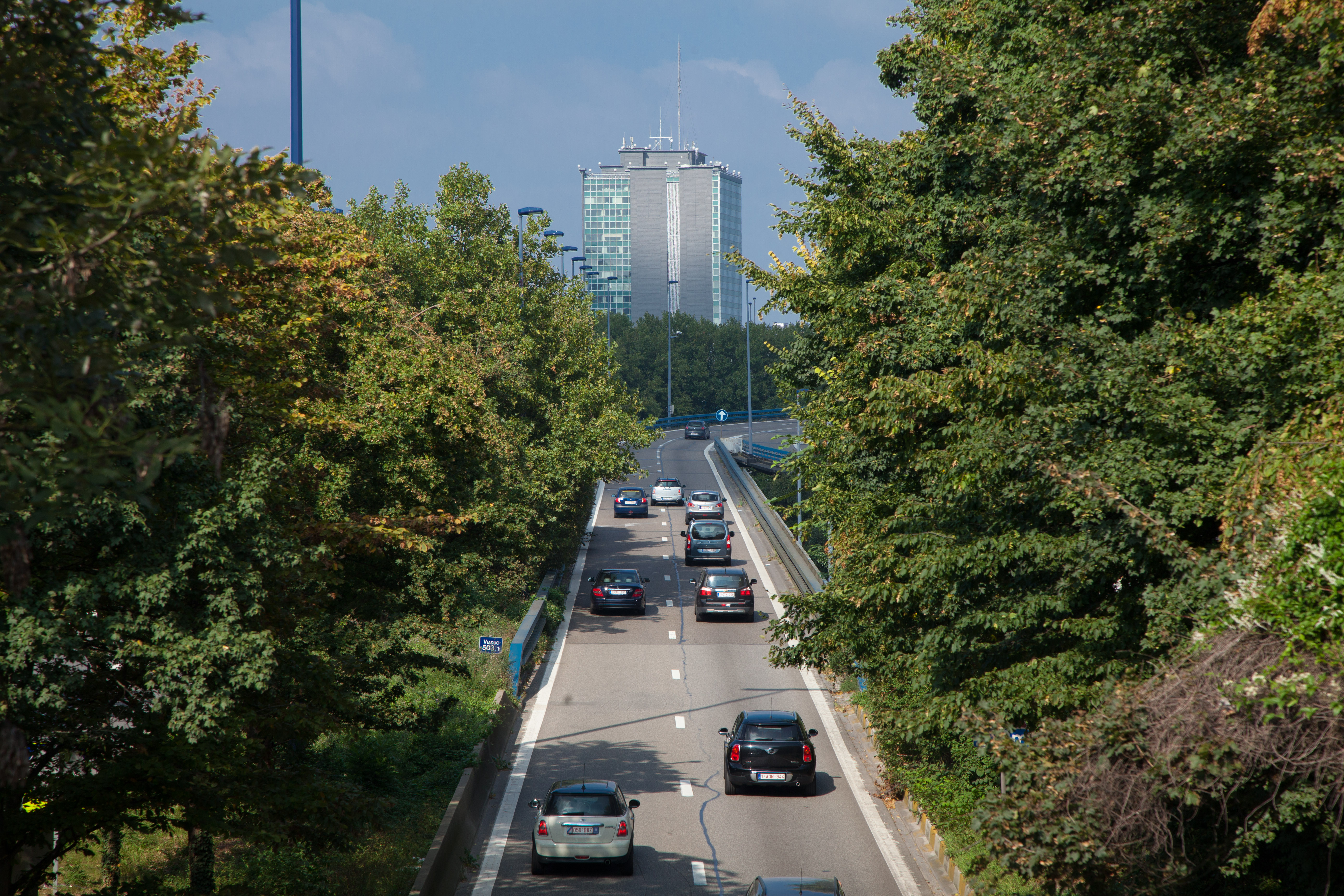
arrivant sur Charleroi

### A503
- Cette autoroute relie le centre de la ville de Charleroi à son ring extérieur
- Celle-ci est longue de 2,7 kilomètres
- Celle-ci se situe uniquement en Région wallonne

### A601
- Cette autoroute reliait l'autoroute A3-E40 à l'autoroute A13-E313 près de Liège. La chaussée était tellement dégradée qu'il a fallu la fermer définitivement.
- Celle-ci était longue de 3,2 kilomètres
- Celle-ci se situait uniquement en Région wallonne

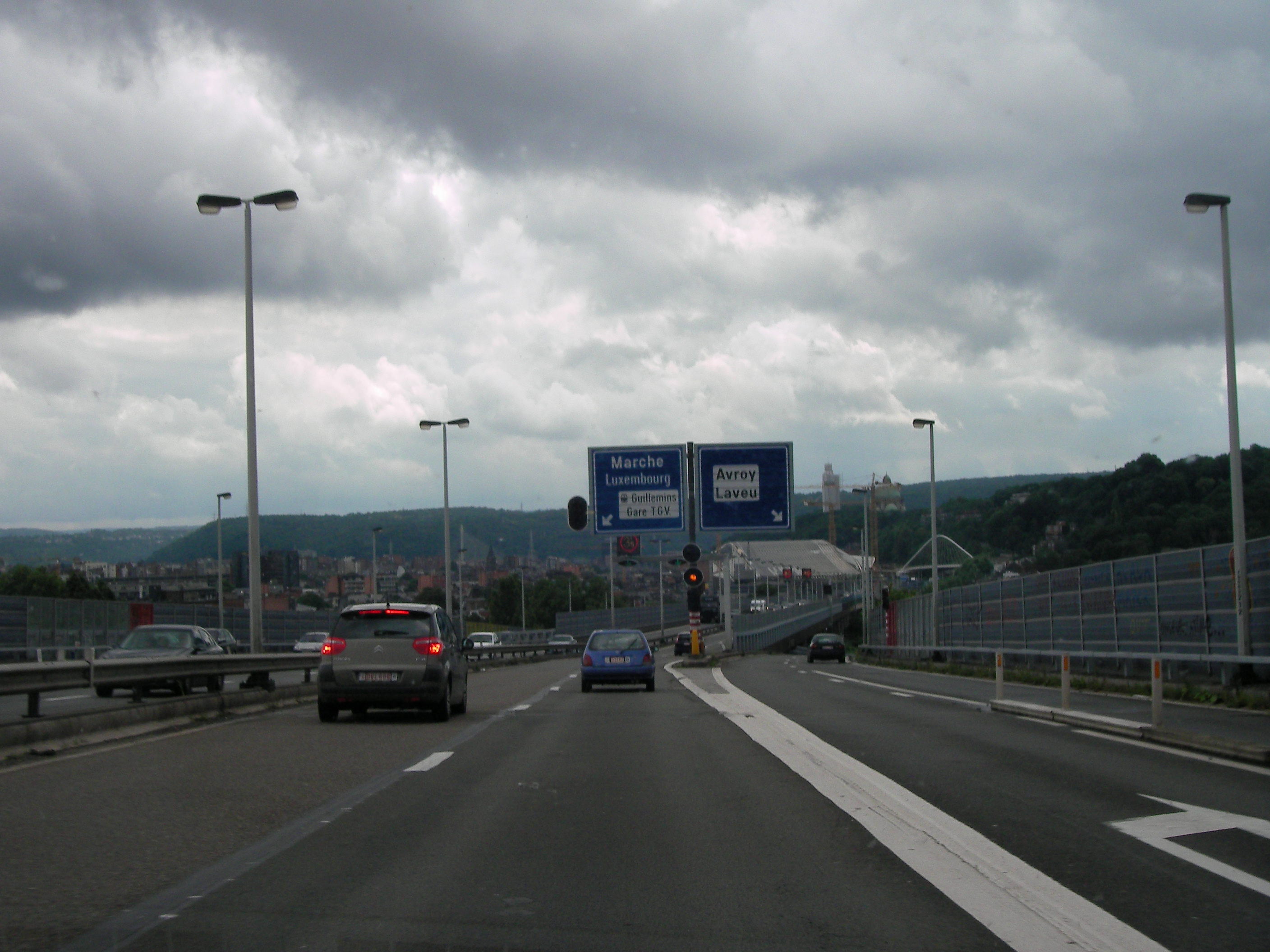
avant le Tunnel de Cointe

### A602(E25)
- Cette autoroute relie l'autoroute A3 à l'autoroute A26, en passant par Liège (via le tunnel de Cointe)
- Celle-ci est longue de 11,3 kilomètres
- Celle-ci se situe uniquement en Région wallonne

### A604
- Cette autoroute relie l'autoroute de Wallonie (A15) au pôle industriel de Seraing
- Celle-ci est longue de 4 kilomètres
- Celle-ci se situe uniquement en Région wallonne

## Projets autoroutiers
- Dédoublement de la   pour créer une autoroute entre Charleroi et l'  (fr) au niveau de Brûly (commune de Couvin), qui sera sûrement baptisée A5
- Prolongation de la  jusqu'à Knokke-Heist[6]
- Prolongation de la  jusqu'à l'A4[7], sur le tronçon inachevé de la .
- La A102 pourrait relier Ekeren  à Wommelgem
- La A202 pourrait relier Ittre  à Quenast
- La A301 pourrait relier Jabbeke   à Bruges (carrefour dit 'Blauwe Toren')
- La A605 pourrait relier Cerexhe-Heuseux   à Beaufays

### Projets abandonnés
- La A9 devait être la transversal flamande via les Ardennes flamandes
- La A20 devait relier Perkpolder à Mons
- La A22 devait relier Holsbeek à Louvain-la-Neuve via Wavre
- La A23 devait relier Tilbourg (nl) à Namur via Aarschot
- La A24 devait relier Eindhoven (nl) à Huy via Hasselt
- La A30 devait relier Mons à Maubeuge (fr)
- La A101 devait relier Ranst à Malines
- La A102 devait relier Merksem à Wommelgem
- La A301 devait relier Bruges au Port de Zeebruges
- La A603 devait relier Burenville à Coronmeuse

### Anciennes autoroutes
- La A5 reliait Bruxelles (Échangeur Léonard) à Waterloo avant d'être reprise par le
- La A6 reliait Nivelles à Charleroi avant d'être renumérotée

## Rings

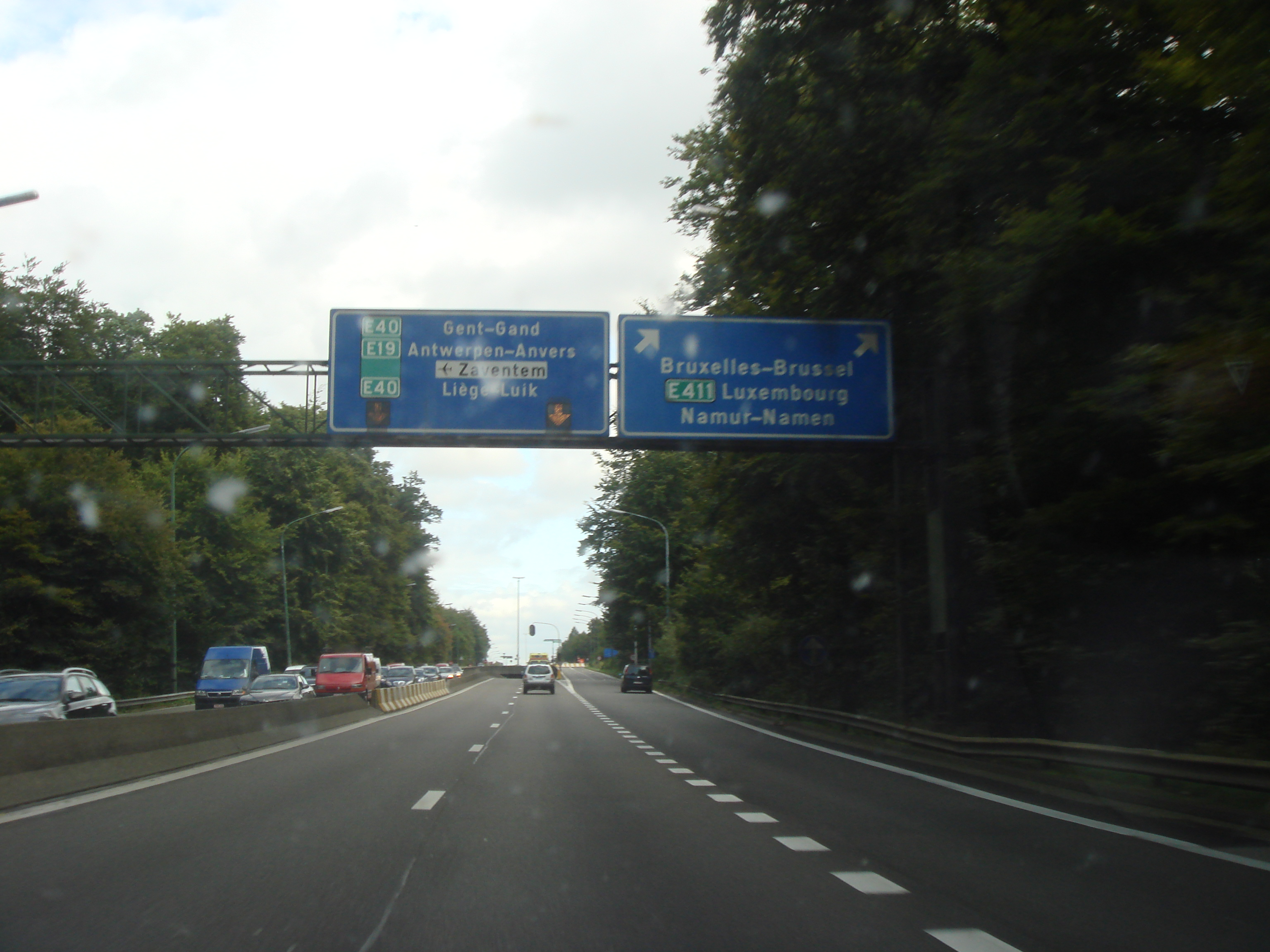
Échangeur Léonard entre et

En Belgique, on parle de ring pour désigner les périphériques et certaines rocades, voici les principaux :
- : Bruxelles
- : Anvers (Est)
- : Anvers (Ouest)
- : Charleroi (« Périphérique » extérieur)
- : Gand
- : Mons
- : Havré
- : Malines
- : Courtrai
- : Charleroi (« Ring » intérieur)

Le ring R7 n'ayant jamais existé, était le premier nom du projet d'autoroute "CHB" (A605), reliant Cerexhe-Heuseux à Beaufays, pour venir créer un contournement est de Liège entre l'A3 et l'A26.